# Philippe Alessandri
Pour les articles homonymes, voir Alessandri.
Philippe Alessandri, né le 2 mars 1969 à Brive-la-Gaillarde, est un producteur de cinéma et de télévision. Il est  l'ancien président des sociétés de production Marathon, Télé Images et GTV, filiales du groupe Zodiak Media. Il est maintenant président de la société Watch Next Media. Il est président du Syndicat des Producteurs de Films d'animation (SPFA) et co-président de la CPA. Il a cofondé en 1995 le Conservatoire européen d'écriture audiovisuelle (CEEA) et a enseigné la production audiovisuelle à l'Institut d'Études Politiques de Paris de 2010 à 2012.

## Productions pour la télévision
- Normal Norman, série d'animation 65 x 26 min
- Planète Monstres, série d'animation 52 x 5 min
- Adi dans l'espace, série documentaire 40 x 4 min
- Adi sous la mer, série documentaire 40 x 4 min
- Adi dans la jungle, série documentaire 40 x 4 min
- Hôtel Bordemer, série d'animation 52 x 13 min
- Pas vu, pas pris, série de caméras cachés, 90 x 2 min
- Kids World Sports, série documentaire 26 x 26 min
- Les voyages extraordinaires de Jules Verne, mini-série d'animation, 6 x 52 min (7 d'or de la meilleure animation)
- Co2, série d'animation 100 x 2 min (Grand Prix du festival de Luchon)
- L'île à Lili, série d'animation 26 x 13 min (Grand Prix jeunesse du festival de Luchon)
- Atomic Betty, série d'animation 156 x 13 min
- Adibou : Aventure dans le corps humain, série d'animation 40 x 5 min
- Adibou : Aventure objectif Terre, série d'animation 52 x 6 min 30 s
- Foot 2 Rue, série d'animation 104 x 26 min (Prix du public au festival Cartoons on the bay)
- Sally Bollywood, série d'animation 104 x 13 min
- Baskup - Tony Parker, série d'animation 52 x 26 min
- Foot 2 Rue Extrême, série d'animation 39 x 26 min
- Le Ranch, série d'animation 52 x 26 min
- Une fille d'enfer, série de fiction 26 x 26 min
- Chante !, série de fiction 104 x 26 min
- Lignes de vie, série de fiction, 45 x 26 min

## Productions pour le cinéma
- Les enfants de la pluie, long-métrage d'animation
- La reine soleil, long-métrage d'animation
- Émilie Jolie, long-métrage d'animation

## Liens
- Télé Images